# Equal Vision Records
Equal Vision Records is een Amerikaanse platenmaatschappij uit Albany (New York). Het is opgericht in 1990 door Ray Cappo (van Youth of Today, Shelter, en Better Than a Thousand). Het label richt zich vooral op punkrock en hardcore punk.

## Geschiedenis
Begin jaren negentig werd een hardcorepunkscene gebaseerd op het gedachtegoed van de Hare Krishna-beweging populair aan de oostkust van de Verenigde Staten, met bands als Shelter en 108. Equal Vision richtte zich in het begin vooral op deze scene en was oorspronkelijk alleen bedoeld om albums van Youth of Today uit te brengen.
In 1992 kocht Steve Reddy Equal Vision Records van Cappo. De focus van het label werd uitgebreid en een grotere verscheidenheid aan bands en genres werden aan boord gebracht.
In juli 2009 werd er een sub-label onder de naam Mantralogy opgezet. Dit sub-label zou alleen muziek van bands uitgeven die nog steeds actief zijn in de Hare Krishna-beweging. De enige bands die bij dit label spelen zijn Gaura Vani & As Kindred Spirits, The Mayapuris, Prema Hara, en SRI Kirtan.

## Bands die bij Equal Vision spelen
- A Lot Like Birds
- Bane
- Being as an Ocean
- Better Off
- Brent Walsh
- Brian Marquis
- Capsize
- Crooks
- Come and Rest
- Davenport Cabinet
- The Dear Hunter
- Eisley
- Elitist
- Fairweather
- Gameface

- Gatherers
- Gideon
- Glass Cloud
- Hail the Sun
- HRVRD
- I the Mighty
- Matt Pryor
- Merriment
- Museum Mouth
- Naive Thieves
- Night Verses
- Northern Faces
- Perma
- Picturesque

- Polyphia
- Pretty and Nice
- Rising Fawn
- Saves the Day
- Say Anything
- Secret Space
- Set It Off
- Trey the Ruler
- WATERMEDOWN
- We Came as Romans
- William Beckett
- Wind in Sails

## Bands die bij Equal Vision hebben gespeeld
- 108 (actief op Deathwish Inc.)
- ActionReaction
- Alexisonfire (opgeheven in 2011)
- Alive in Wild Paint (opgeheven in 2009)
- Armor for Sleep  (opgeheven in 2009)
- Another Victim
- As Friends Rust
- Bars
- Bear vs. Shark (opgeheven in 2005)
- Before Today
- Black Cross
- boysetsfire
- Breaking Pangaea
- Burn
- Chiodos (actief op Razor & Tie)
- Cinematic Sunrise (opgeheven in 2009)
- Circa Survive (actief op Sumerian Records)
- Closure in Moscow
- Coheed and Cambria (actief, geen label)
- The Color Fred
- Converge (actief op Epitaph Records)
- Copper
- Codeseven
- Craig Owens
- Crown of Thornz
- Damiera
- The Dear & Departed
- Dear and the Headlights (opgeheven in 2011)
- Drowningman
- Earth Crisis (actief op Century Media Records)
- Ed Tullett
- Elitist (opgeheven in 2015)
- Endicott
- Fear Before (tijdelijk inactief)

- Fivespeed (Active, on Sunset Alliance)
- Floorpunch
- For All I Am (actief, geen label)
- Gatsby's American Dream
- Ghost Thrower
- Give Up the Ghost
- Good Clean Fun (actief op Reflections Records)
- Alive in Wild Paint (heet nu Goodbye Tomorrow)
- H2O (actief op Bridge 9 Records)
- Hands Tied
- The Hope Conspiracy (actief op Deathwish Inc.)
- Hot Cross
- House Vs. Hurricane
- Idlehands (opgeheven in 2016)
- Isles & Glaciers (opgeheven in 2010)
- Jonah Matranga
- Killing Flame
- King 810 (actief op Roadrunner Records)
- Kurt Travis (actief op Blue Swan Records)
- Liars Academy (actief op Goodwill Records)
- Man Will Surrender
- Modern Life is War (actief op Deathwish Inc.)
- Mozart Season (tijdelijk inactief)
- One King Down
- Orbs
- Pierce the Veil (actief op Fearless Records)
- Places and Numbers
- Portugal. The Man (actief op Atlantic Records)
- Prema
- Pretty & Nice (actief op Rory Records, een sub-label van Equal Vision Records)

- Prevent Falls
- The Prize Fighter Inferno
- Project Kate
- Refused
- Refuse to Fall
- The Rocking Horse Winner
- Seemless
- Serpico
- Shelter (actief op Good Life Recordings)
- Shift
- Sick of It All (actief op Abacus Recordings)
- Silent Drive (actief, geen label)
- Sky Eats Airplane
- The Fall of Troy (actief, geen label)
- The Snake the Cross the Crown
- Snapcase
- The Sound of Animals Fighting
- Ten Yard Fight
- Texas in July
- This Day Forward
- This Time Next Year (opgeheven in 2012)
- Time in Malta
- Trial (actief op Panic Records)
- Understand
- Until the End
- Vaux
- Versus the Mirror
- Waterparks
- We Came as Romans (actief op SharpTone Records)
- Weerd Science (actief op Super Rap Records)
- Wild Orchid Children
- YouInSeries
- XO